# Académie Foot Darou Salam
Ne doit pas être confondu avec Darou Salam Sébikotane.
L'académie Darou Salam est un club de football sénégalais basé à Dakar.

## Histoire
L'Académie Foot Darou Salam est un club de football Sénégal créée en 2012 et basé dans la région de Dakar plus précisément a Grand-Yoff. L'académie est réputée pour sa bonne formation et son engagement pour le développement du football sénégalais. Elle a eu à former plusieurs internationaux sénégalais surtout en petite catégorie tels que Samba Diallo et Pape Daouda Diong.
En 2023 l’équipe junior remporte l’African Youth Cup.
Le club accède en troisième division sénégalaise de football (National 1) pour cette saison (2025) après être vice-champion de la National 2 en 2024. Cette montée devrait accroître la visibilité de cette formation qui ambitionne, dans les années à venir, de briller au plus haut niveau du football sénégalais.

## Palmarès
- National 2
  - Finaliste en 2024

### Équipe Juniors
- African Youth Cup
  - 2023

## Joueurs notables
- Formose Mendy
- Samba Diallo
- Pape Daouda Diong
- Mamadou Lamine Camara
- Moustapha Mbow
- Ousseynou Cavin Diagne
- Ousmane Diao
- Mame Mor Faye
- Pape Habib Guèye